# Тимчина Лариса
Лариса Тимчина (рум. Larisa Timchina; 7 грудня 1966, Дубоссари, Молдавська РСР) — радянська та молдавська біатлоністка, призер чемпіонату світу з літнього біатлону.

## Кар'єра
Почала займатися біатлоном в ранньому віці. З 1986 року Тимчина виступала на великих змаганнях за клуб ЦСКА.
У радянські часи брала участь у першості союзу. В основну жіночу збірну з біатлону не входила. Після отримання незалежності Молдови, біатлоністка отримала право брати участь на великих міжнародних змаганнях. У 1993 році посіла четверте місце на змаганнях «Свято Півночі» в Мурманську.
У 1997 році Тимчина зуміла завоювати бронзову медаль на першості світу з літнього біатлону в польському Кракові. Тоді вона стала третьою у спринті. Це нагорода стала першою для молдовських біатлоністів на великих міжнародних змаганнях. На наступному чемпіонаті світу, в 1998 році в Осрблі, посіла четверте місце у спринті і сьоме — у пасьюті.
У сезоні 1998/1999 Лариса Тимчина виступала на етапах Кубка світу, стартувала в трьох гонках і не піднімалася вище 63-го місця. Незабаром вона завершила свою кар'єру.